# Osteoklast
Osteoklast je večjedrna celica kostnine, ki nastane s fuzijo enojedrnih celic, nastalih v kostnem mozgu. Njihova poglavitna naloga je resorpcija kostnine – kostnino razgrajujejo in s tem povišujejo krvno koncentracijo kalcija in fosfatov. Izkazujejo lastnosti cirkulirajočih monocitov in tkivnih makrofagov.

## Morfološke značilnosti
Osteoklasti so sorazmerno velike celice s premerom 50–100 µm in v citoplazmi vsebujejo od 2 do 50 jeder. Nahajajo se na zunanjih površinah kostnine, v  t. i. Howshipovih lakunah. Citoplazma je acidofilna in vsebuje številne lizosome in mitohondrije. Osteoklasti so zmožni ameboidnega gibanja.

## Razvoj osteoklastov
Celice nastanejo iz krvotvorne matične celice (KMC), natančneje iz CFU-GM. Predstopnje osteoklastov se izplavljajo iz kostnega mozga in se po krvi prenašajo do kostnine, kjer se preoblikujejo v osteoklaste. Za nastanek sta potrebna RANK ligand in makrofagne kolonije spodbujajoči faktor (M-CSF), diferenciacijo pa inhibira osteoprotegerin.
Prva faza razvoja se začne s formiranjem preosteoklasta, tj. enojerdnega osteoklasta, iz KMC. Pri ločitvi primarnega osteoklasta od verige monocitno-makrofagne celične linije ima ključno vlogo transkripcija posebnega regulacijskega protein PU.1. Njegova naloga je, da regulira diferenciacijo granulocitov, monocitov in preosteoklastov iz CFU-GM, poleg tega pa nadzira še preobrazbo limfocitov T in B ter makrofagov nasploh.
Druga faza je diferenciacija enojedrnih osteoklastov v večjedrne aktivne osteoklaste.  Še nezreli osteoklasti imajo membranske receptorje M-CSF in osteoklast diferenciacijski faktor (ODF), ki omogočata poliferacijo jeder in dozoritev osteoklasta, izločata pa ju osteoblasti.

## Uravnavanje
Na aktivnost in namnožitev osteoklastov vplivajo predvsem parathormon (PTH), interlevkin 6 (IL-6), kalcitonin, pa tudi deksametazon in 1,25-(OH)2VitD3.
Znižana koncentracija Ca2+ v krvi inducira izločanje parathormona iz obščitničnih žlez. Hormon poveča izplavljanje kalcijevih ionov iz kostne tekočine, hkrati pa poveča demineralizacijo kosti preko povečanja števila in aktivnosti osteoklastov. Na podoben način deluje tudi interlevkin-6. Osteoklasti nimajo receptorjev za PTH na svoji površini, zato delovanje slednjega le posredno: PTH se v resnici veže na osteoblaste, ki nato sprostijo razne molekule za spodbujanje osteoklastov, tj. limfokine, osteoklastne dejavnike zaviranja, levkotriene in prostaglandine.
Ob povišani vrednosti Ca2+ v krvi pa parafolikularne celice v ščitnici izločajo kalcitonin, ki ima nasproten učinek od PTH in IL-6, tj. zmanjša število in aktivnost osteoklastov.
Deksametazon in 1,25-(OH)2VitD3 povzročita aktivacijo transkripcijskega faktorja, ki spodbudi pretvorbo makrofagov v osteoklaste.

## Delovanje osteoklastov
Osteoklasti si na kostni površini izdolbejo jamice, imenovane Howshipove lakune. Na kostno medceličnino se pritrdijo na mestih, ki vsebujejo točke vezave, imenovane podosomi. To so posebne izbokline na celični membrani, ki vsebujejo nekaj aktinskih vlaken. Vezavo omogoča strukturni glikoprotein osteopontin na spodnjem delu celice. Del membrane, ki je v stiku s kostnino, je močno naguban, kar omogoča večjo absorpcijsko površino.
Po vezavi tega integralnega receptorja na kostni matriks celica dobi signal za začetek absorpcije. Na matriksu se integrin veže na vitronektin. V celici je prisoten encima karbonska anhidraza, ki katalizira reverzibilno reakcijo, pri kateri pride do hidracije ogljikovega dioksida (CO2 + H2O → HCO3 + H+).  Vodikove ione (H+), ki nastanejo pri reakciji, prečrpa protonska črpalka v lakuno, kjer ustvarijo kislo okolje (pH 4,5) in tako začnejo raztapljati kristale hidroksiapatita na kalcijeve ione (Ca2+), fosforno kislino (H3PO4), ogljikovo kislino (H2CO3) in vodo. Kolagenska vlakna oz. organski del kostnine raztapljajo encimi, ki se z eksocitozo sproščajo iz številnih lizosomov v Howhipovo lakuno. Najpomembnejši encim, ki razgrajuje organski matriks in omogoča absorpcijo, je katepsin K, podenota proteaze, ki razgrajuje polipeptidne verige.
Običajno se osteoklasti formirajo v manjše skupine in na tistem mestu začnejo razjedati kost. V procesu, ki traja približno 3 tedne, topijo rove in tunelčke širine od 0,2−1 mm in nekaj milimetrov v dolžino. Po zaključku procesa se aktivirajo osteoblasti in začnejo nalagati organski del kostnine, imenovan osteoid, ki se kasneje mineralizira. Proces osifikacije traja 2 meseca. Po opravljeni funkciji se osteoklasti odlepijo od kosti in propadejo s pomočjo apoptoze.

## Bolezni

### Zmanjšana dejavnost osteoklastov
Pri genetsko pogojeno bolezen, imenovano osteopetroza, je dejavnost osteoklastov močno zavrta zaradi odsotnosti nagubanja dejavne površine osteoklastov.

### Povišana dejavnost osteoklastov
Prekomerno osteoklastno aktivnost zasledimo pri naslednjih boleznih:
- osteoporoza,
- hiperparatireodizem,
- Pagetova bolezen,
- revmatoidni artritis,
- periodontitis,
- rak dojke.